# Mistrzostwa Polski w Tenisie Stołowym 1990
Mistrzostwa Polski w Tenisie Stołowym 1990 – 58. edycja mistrzostw, która odbyła się w 1990 roku w Jastrzębiu-Zdroju.

## Medaliści
| Konkurencja             | Złoty                                                                 | Srebrny                                                                   | Brązowy |
| Gra pojedyncza mężczyzn | Andrzej Grubba (Zugbrücke Grenzau)                                    | Piotr Molenda (AZS Gliwice)                                               | Piotr Skierski (Górnik Czerwionka) Zbigniew Mojski (AZS Gdańsk)                                                                       |
| Gra pojedyncza kobiet   | Elżbieta Gracek (AZS Wrocław)                                         | Dorota Djaczyńska (Zagłębie Lubin)                                        | Anna Januszyk (AZS Gdańsk) Dorota Paluch (GKS Jastrzębie-Zdrój)                                                                       |
| Gra podwójna mężczyzn   | Andrzej Grubba (Zugbrücke Grenzau) Zbigniew Mojski (AZS Gdańsk)       | Piotr Molenda (AZS Gliwice) Jarosław Łowicki (Start Włocławek)            | Norbert Mnich (AZS Gliwice) Piotr Skierski (Górnik Czerwionka) Mirosław Pierończyk (AZS Gliwice) Jarosław Kołodziejczyk (AZS Gliwice) |
| Gra podwójna kobiet     | Anna Bilska (AZS Wrocław) Elżbieta Gracek (AZS Wrocław)               | Dorota Djaczyńska (Zagłębie Lubin) Alina Mikijaniec (Burza Wrocław)       | Agnieszka Gieraga (Włókniarz Łódź) Alina Pindor (AWF Wrocław) Dorota Paluch (GKS Jastrzębie-Zdrój) Edyta Bednarska (Burza Wrocław)    |
| Gra mieszana            | Piotr Skierski (Górnik Czerwionka) Dorota Djaczyńska (Zagłębie Lubin) | Krzysztof Kaczmarek (Lumel Zielona Góra) Alina Mikijaniec (Burza Wrocław) | Jarosław Kołodziejczyk (AZS Gliwice) Agnieszka Gieraga (Włókniarz Łódź) Mirosław Pierończyk (AZS Gliwice) Ewa Janik (Włókniarz Łódź)  |